# Контрольний пакет акцій
Контро́льний паке́т а́кцій — відповідно до Закону України «Про акціонерні товариства», більше 50 відсотків простих акцій товариства (ст. 2 Закону). В економічній теорії під К.п.а. розуміється частина акцій, зосереджена в руках одного власника, яка дає можливість здійснювати фактичний контроль над акціонерним товариством. На практиці може бути меншим, оскільки дрібні акціонери часто не беруть участь у загальних зборах акціонерів.